# Saint-Privat, Ardèche
Saint-Privat là một xã ở tỉnh Ardèche, vùng Auvergne-Rhône-Alpes ở đông nam nước Pháp.